# Comuna Mala Rîbîțea, Krasnopillea
Mala Rîbîțea (în ucraineană Мала Рибиця) este o comună în raionul Krasnopillea, regiunea Sumî, Ucraina, formată din satele Mala Rîbîțea (reședința) și Velîkîi Prîkil.

## Demografie
Componența lingvistică a comunei Mala Rîbîțea
     Ucraineană (96,08%)
     Rusă (3,78%)
     Alte limbi (0,15%)
Conform recensământului din 2001, majoritatea populației comunei Mala Rîbîțea era vorbitoare de ucraineană (96,08%), existând în minoritate și vorbitori de rusă (3,78%).